# 鄭文嗣
郑文嗣，元朝婺州浦江县人。
北宋时郑淮迁居浦江，郑淮的孙子郑绮规定此后家族不再分家。郑家十世同居，共二百四十余年，一文钱一尺帛各房也不敢私吞。元武宗至大年间旌表其门。朝廷派余阙写下“东浙第一家”以褒赏他们家。郑文嗣死后，从弟郑大和主持家事。